# История Нальчика
История Нальчика начинается с 1818 года, когда он был основан генералом Русской императорской армии А. П. Ермоловым. Изначально это была крепость для укрепления позиции России на Кавказе. C уменьшением военной напряжённости между Россией и Турцией крепость стала играть роль экономического, политического и административного центра региона.
С бронзового века существовали поселения на современной территории города.
В 1838 при основанной Ермоловым крепости было образовано военное поселение. Рядом с ним возник Вольный Аул. В 1871 году военное поселение было передано под гражданское управление и преобразовано в слободу.
В 90-е годы XIX и начале XX века приобретает курортное значение, становится административным центром и получает учреждения начального и среднего образования.
Слобода преобразована в город в 1921 одновременно с созданием Кабардинской автономной области. Новый город стал её административным центром. После этого в нём началось развитие инфраструктуры и промышленности.
В 20-е и 30-е годы были созданы несколько учебных заведений среднего профессионального образования. С 1932 года Педагогический институт.
С конца октября 1942 по начало января 1943 был оккупирован немецкими войсками.
В 1957 Педагогический институт преобразован в Кабардино-Балкарский государственный университет.
В конце 60-х и 70-е годы благоустроен по генеральному плану 1966 года.
Массовые беспорядки произошли в 1968.
С середины 90-х принимал беженцев из Чечни.
В 2005 и 2011 подвергался нападениям исламистских боевиков.

## Этимология
Устоявшейся является точка зрения, что в основе названия города «На́льчик» лежит слово нал — «подкова», присутствующее как в кабардино-черкесском: Налшык, так и в карачаево-балкарском: Нальчик языках и заимствованное, по некоторым данным, из персидского языка. Подкова и является эмблемой города. Проблемы возникают с объяснением элемента -чик. Это может быть трансформация кабардинского щыч — «отрывающий» (подкову грунт), тюркский уменьшительный формант («маленькая подкова») или, возможно, термин со значением «вода» (что логично предположить для названия реки Нальчик, которое исторически первично по отношению к названию города).

## Археологические поселения
В курортной зоне Долинск, в 1932—1933 годах были найдены остатки древнего поселения эпохи раннего бронзового века (рубеж 3-го и 2-го тысячелетия до н. э.), получивших название Долинского поселения.

## Основание

### Первые поселения
Существует версия о нахождении на месте нынешнего Нальчика поселении, принадлежавших князю Асланбеку Кайтукину. Поселения были заложены в 1724 году.

### Крепость
Крепость Нальчик была основана генералом Ермоловым в 1818 году (также есть данные, что это произошло в 1822 году).
В 1826 году Кабардинский полк возвёл в Нальчике полковую церковь, позже переданную поселенцам. В 1844 году один из жителей Нальчикского военного поселения Ефрем Иванович Иванов, заключив контракт с обществом военных поселян за 285 рублей ассигнациями, написал все иконы.
Военное поселение при крепости было основано в 1838 году, где в течение двух лет поселилось 49 семейств. Военное поселение состояло из «…всех женатых нижних чинов Кабардинского егерского полка, имеющих при себе семейства и прослуживших 15 и более лет…».
В 1850 году в нём проживало 272 жителя. На правом берегу реки Нальчик было создано поселение Вольный Аул, где жили, преимущественно беглые кабардинские крестьяне.
В 1864 году в Нальчике числилось 72 двора отставных нижних чинов, 16 вдов нижних чинов, 20 мещан, 14 крестьян, 72 двора горских евреев (поселившихся в 1847 году), 5 домов купцов, 21 офицер и 4 духовных лица. В Вольном Ауле было 80 домов. Всего насчитывалось 304 дома.

### Слобода
Нальчане подняли вопрос о передаче их в гражданское ведомство и преобразовании военного поселения в слободу. Для решения этих жалоб прибыл председатель комиссии по личным и поземельным делам горцев Терской области Кодзоков, который, убедившись в правильности жалоб, сообщил об этом в рапорте начальнику Терской области. В 1869 году коренные жители Нальчика были наделены правом получать земельные наделы, а в 1871 году Нальчикское военное поселение было преобразовано в Нальчикскую слободу с передачей её гражданскому ведомству.
С этого времени начинается развитие экономики и промышленности. Так, в 1884 в слободе было 13 кирпично-черепичных и известковых заводов, 4 кузницы, 4 водяных мельницы, 20 постоялых дворов, более 50 лавок, десятки харчевен и винных погребов.
Это вызывало рост рабочего населения. Рядом со слободой выросли поселки «Астраханка» и «Мужичий хутор».
В слободе тогда проживало 3,5 тыс. человек.
В конце XIX и начале XX века Нальчик начал приобретать имидж курортного города. Благодаря природе и хорошему климату он получил большую известность. Так, в 1907 году, в Нальчике поселилась украинская писательница Марко Вовчок. Для благоустройства города создаются различные организации: в 1912 году «Общество по благоустройству Нальчика», под управлением полковника Клишбиева, купцов Шуйского, Кривчика и Завитаева; в 1913 году «Общество по куротному благоустройству» под управлением М. Д. Лобач-Жученко (муж М. Вовчок) и заведующего училищем Баканеева.
С 1871 года по 1901 год, население слободы возросло до 5096 человек.

В 1909 году на базе окружной горской школы было создано реальное училище, первое среднее учебное заведение в Нальчике. В училище был один приготовительный класс с трехлетним сроком обучения и шесть основных классов. К 1915 в училище обучалось 256 учащихся: в том числе 48 детей князей и дворян, духовенства — 6, купцов — 6, мещан — 27, казаков и крестьян — 98, прочих — 71. 
В 1914 году население составляло 7589 человек: русских — 4280, кабардинцев — 240, балкарцев, грузин, армян, греков, горских евреев и других национальностей — 3069 человек. В Нальчике, центре Нальчикского округа Терской области, находились окружные административные и общественные учреждения, окружное и слободское управления, суд, казначейство, почта, телеграф, жандармский пункт и полицейский участок.
Также в слободе находились реальное училище, две начальные школы, больница и библиотека.
Главная улица Нальчика — Воронцовская (ныне ул. Кабардинская), как и вся слобода — состояла из саманных домов. Только три двухэтажных каменных строения были построены на тот момент: реальное училище, гостиница купца Шуйского и дом купца Зипалова.
Накануне 1917 года в слободе насчитывалось 1065 дворов, 60 % из которых занимались ямским промыслом и сельским хозяйством. Вокруг слободы появились поселки: Вольный Аул, Александровка, Астраханка, Мужичий хутор, поселок в слободских садах, Затишье и Долинское. Большая часть населения этих поселков так же занималась сельским хозяйством, за исключением населения Астраханки и еврейского поселка, где селились ремесленники и кустари.

### Поселки, ставшие частью города

#### Вольный аул
По предписанию генерала Ермолова, для освобождённых крестьян были выделены земли рядом с крепостью Нальчик. Предположительно, Вольный аул был основан в 1825 г. Изначально поселок не имел названия, и жители именовали себя «кабардинцами под крепостью Нальчик». Первоначальное название поселка было «Брамтэ».

#### Александровка
В 1852 году несколько семей немцев из Камышинского уезда Саратовской губернии подали прошение начальнику центра Кавказской линии о позволении поселится вблизи Нальчика. Им было выделено 1500 десятин земли, по 35 десятин на семью. Село Александровка (названо было по желанию самих поселенцев) было основано в 1859 году в 15 км от крепости. Основателями стали 34 немецких семьи из Поволжья. В 1918 году в селе поселили 340 беженцев из Украины. Население села росло с 495 жителей в 1874 году до 1481 в 1929 году.

## Советский период

### до 1941 года
В моменту революции 1917 года Нальчик возглавлял князь Чежоков, опиравшийся на полк «Кавказской  туземной конной дивизии». 
В марте 1918 года, с провозглашением в Нальчике советской власти, Хаджи-Мурат Асанов организовал и возглавил Балкарский революционный отряд. Позже командовал сводным Балкарским полком. В феврале 1919 года оборонял Черекское ущелье от экспедиционного отряда под командованием ротмистра Заурбека Даутокова-Серебрякова, с которым они служили в Кабардинском полку в Первую Мировую. Бывшие однополчане теперь стремились уничтожить друг друга. Бои были очень тяжелые. Сил для обороны ущелья не хватало, и Хаджи-Мурат решил просить помощи в Осетии у Магомета Абиева. С отрядом осетинских партизан он возвращался назад в Балкарию. На берегу реки его конь остановился попить воды и в это время отряд обстреляли. Ранило осетинского партизана. Остальные спрятались в лесу, а Хаджи-Мурат не сдвинулся с места, пока не напился конь. Потом он взял раненого партизана поперек седла и присоединился к отряду.
          После того как белогвардейцы заняли Черекское ущелье, раненый в одном из боёв Хаджимурат Асанов ушел в Осетию что бы залечить рану и продолжил борьбу.
          3-4 апреля 1919 года в Нальчике состоялся съезд горских обществ Нальчикского округа. Именем этого съезда белогвардейские власти объявили вне закона 25 «скрывшихся главарей большевиков из кабардинцев и горцев». Это были широко известные в республике имена: Бетал Калмыков, Назир Катханов, Магомет Энеев, Исуф Настуев, Хаджи-Мурат Асанов и еще два десятка активных борцов за власть Советов.
           Зимой  1918 года Хаджи-Мурат вернулся в Балкарию через перевал из Сванетии, однако по  доносу властям  Асанов был схвачен и под усиленной охраной доставлен в Нальчик. 
После страшных допросов с пытками, казнен вместе с комисаром Видяйкиным на базарной площади  находившейся на месте кинотеатра Победа на ул. Кабардинской как объявленный вне закона один из «главарей кабардинских и горских большевиков». Он захоронен в братской могиле на берегу реки Нальчик. На памятнике его имя стоит в верхнем ряду. 
Слобода Нальчик преобразована в город решением Учредительно съезда Советов Кабардинской автономной области, открывшегося 25 ноября 1921 года. Так же были приняты решения о строительстве в Нальчике электростанции, механического завода с литейным цехом (позже преобразованный в гидротурбинный завод) и лесозавода.
В 1923—1928 году были построен элеватор, механизированная мельница и Нальчикская кондитерская фабрика. В 1937 году — мясоперерабатывающий комбинат, птицефабрика и реконструирован маслозавод. На Прохладненской дороге были закончены — хлебзавод, городской пищевой комбинат, обозостроительный завод и шорно-седельная фабрика.
В 1923 году был создан Ленинский учебный городок, где были открыты педагогический, сельскохозяйственный и кооперативный техникумы, совпартшкола, профтехнические и другие курсы. В течение первых четырёх лет, к 1927 году, городок выпустил 596 специалистов. В 1931 году был создан медицинский техникум, а в 1933 — Высшая Коммунистическая сельскохозяйственная школа. В 1936 году на базе ЛУГа были созданы самостоятельные учебные заведения: Высшая Коммунистическая сельскохозяйственная школа, педагогический и сельскохозяйственный техникумы, фельдшерско-акушерская школа. В 1932 году был открыт педагогический, а после учительский институты.

### 1941—1944
Во время Великой Отечественной войны Нальчик был оккупирован немецко-фашистскими войсками с 28 октября 1942 года по 3 января 1943 года (см. Нальчикско-Орджоникидзевская операция (1942)), город был значительно разрушен. В городском парке горит Вечный Огонь в память о погибших во время Великой Отечественной войны; кроме того, свидетельства о кровопролитных боях тех лет можно увидеть и в других местах города — у виадука рядом с элеватором установлен в качестве памятника танк Т-34; у краеведческого музея в таком же качестве установлена пушка; на территории средней школы № 9, служившей во время войны госпиталем, находятся могилы двух солдат. Освобождение Нальчика осуществлялось войсками 37-й армии Северной группы войск Закавказского фронта совместно с партизанами Кабардино-Балкарии.
Сразу после освобождения города от оккупации началось его восстановление. В скором времени начали давать продукцию мелькомбинат, мясокомбинат. Уже 15 марта была налажена телефонная связь с 13 районными центрами, восстановленные мосты и дороги позволили открыть движение по железной дороге на участке Нальчик—Прохладный. В июне 1943 года возобновил работу кабардинский драмтеатр, открыта филармония, стали работать школы и лечебные учреждения.
8 марта 1944 года началась насильственная депортация балкарцев. В 14 эшелонах спецпереселенцы были отправлены с железнодорожной станции Нальчик в бессрочную ссылку в Казахстан и Киргизию.

### Послевоенные годы — 1991
С 1 сентября 1957 года начал работу преобразованный из Педагогического института Кабардино-Балкарский государственный университет в составе 4 факультетов:
- историко-филологического,
- физико-математического,
- инженерно-строительного,
- сельскохозяйственного.

В 1960—1970-е годы Нальчик благоустроен по утверждённому в 1966 году новому генеральному плану, соответствующему статусу города-курорта. Отличительной особенностью городской застройки стало то, что между главными улицами с многоэтажными домами оказались расположены целые кварталы частных домов, многие из которых дореволюционной постройки. Они как бы спрятаны, дабы не вносить дисбаланс в парадность главных улиц.
13 июля 1968 года в городе произошли массовые беспорядки. Поводом к беспорядкам послужили распространявшиеся на Центральном рынке слухи о том, что в опорном пункте милиции на рынке был убит задержанный за нарушение общественного порядка. Собравшаяся толпа ворвалась в помещение пункта и освободила задержанного. Однако слухи об «убийствах» в опорном пункте продолжали распространяться. В течение дня толпа несколько раз брала штурмом кабинет участкового милиционера, который в итоге был убит. Призывы к спокойствию со стороны представителей городской и республиканской власти, выступавших перед толпой, а также усилия военнослужащих гарнизона города по восстановлению порядка были безрезультатны. Беспорядки прекратились лишь к вечеру. В итоге к уголовной ответственности было привлечено около 30 человек, в том числе трое приговорены к расстрелу.

## Постсоветский период
Во время Августовского путча 1991 года собравшаяся перед Домом Советов толпа потребовала убрать памятник Ленину. Он был демонтирован. Нальчик становится столицей Кабардино-Балкарской Республики. В городе размещаются все институты власти самостоятельного субъекта Федерации.
Так же, как и во всей России, распад СССР и разрыв производственных связей привёл к тому, что большинство предприятий города были закрыты. К 1995 году ситуация усугубилась ещё больше, когда по приглашению президента В. М. Кокова в санаториях и домах отдыха были размещены беженцы из Чечни. Вся курортная зона и городской парк пришли в упадок.
В октябре 2005 года город подвергся нападению боевиков-исламистов. Ещё одна атака на город, менее масштабная, была предпринята в феврале 2011 года.